# Duchownizkoje
Duchownizkoje (russisch Духовницкое) ist eine Siedlung städtischen Typs in der Oblast Saratow in Russland mit 5338 Einwohnern (Stand 14. Oktober 2010).

## Geographie
Der Ort liegt knapp 190 km Luftlinie nordöstlich des Oblastverwaltungszentrums Saratow am linken Ufer des dort etwa 6 km breiten Saratower Stausees der Wolga gegenüber der Kleinstadt Chwalynsk.
Duchownizkoje ist Verwaltungszentrum des Rajons Duchownizki sowie Sitz und einzige Ortschaft der Stadtgemeinde Duchownizkoje gorodskoje posselenije.

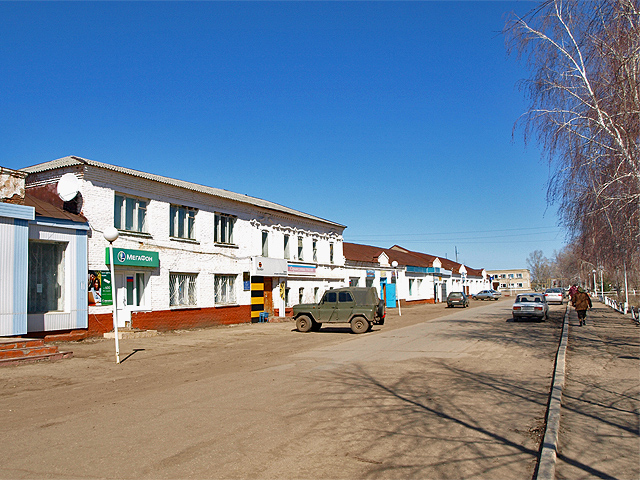
Lenin-Straße in Duchownizkoje
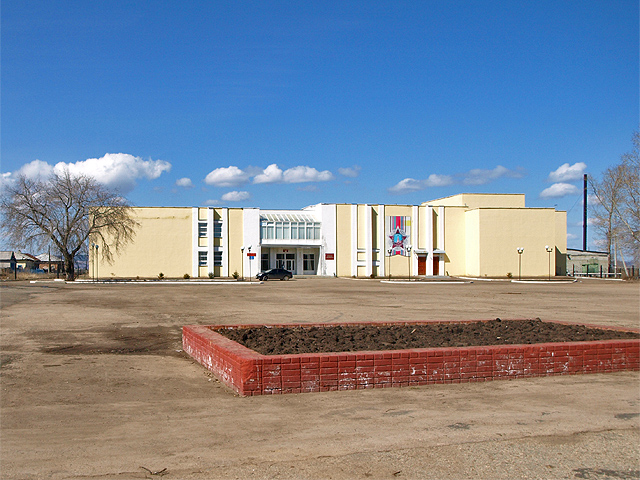
Rajon-Kulturhaus
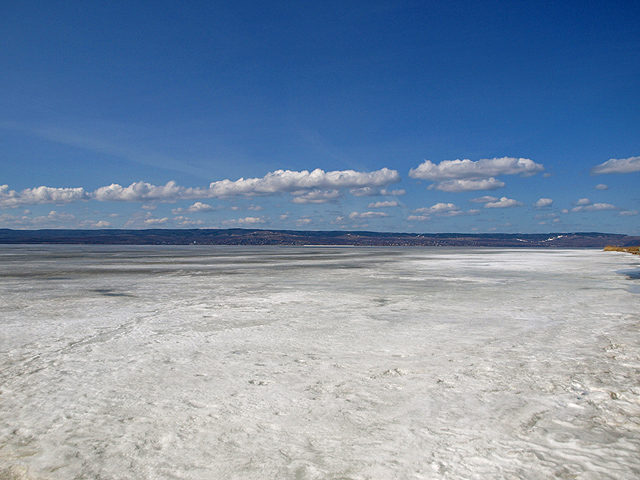
Zugefrorener Saratower Stausee der Wolga bei Duchownizkoje, Blick nach Chwalynsk

## Geschichte
Der Ort wurde 1778 von Altorthodoxen unter dem Namen Pawlowskoje gegründet (alternativ Nowo-Pawlowka, „Neu-Pawlowka“). Er gehörte zunächst zum Ujesd Chwalynsk des Gouvernements Saratow, kam 1835 zum ausgegliederten Ujesd Nikolajewsk (heute Pugatschow) und 1851 mit diesem zum neu gebildeten Gouvernement Samara.
Am 23. Juli 1928 wurde Duchownizkoje Verwaltungssitz eines neu geschaffenen, nach ihm benannten Rajons. 1966 erhielt der Ort den Status einer Siedlung städtischen Typs.

### Bevölkerungsentwicklung
| Jahr | Einwohner |
| ---- | --------- |
| 1939 | 1992      |
| 1959 | 2853      |
| 1970 | 5122      |
| 1979 | 5564      |
| 1989 | 6545      |
| 2002 | 5987      |
| 2010 | 5338      |

Anmerkung: Volkszählungsdaten

## Verkehr
Nach Duchownizkoje führt die Regionalstraße 63K-00010, die dem linken Ufer des Saratower Stausees aus dem 60 km entfernten Balakowo aufwärts folgt. Duchownizkoje ist per Straße 270 km von Saratow entfernt. In südöstlicher Richtung führt eine Straße in das ebenfalls gut 60 km entfernte Pugatschow. Über den Stausee besteht Personenfährverbindung nach Chwalynsk; die Autofährverbindung, über die die westlich von Chwalynsk verlaufende föderale Fernstraße R228 Sysran – Saratow – Wolgograd erreicht werden konnte, ist seit 2012 außer Betrieb. An der Straße von Chwalynsk in Richtung Staraja Kulatka (Oblast Uljanowsk) befindet sich knapp 30 km entfernt in Popowka an der Strecke Sysran – Saratow – Wolgograd die nächstgelegene Bahnstation.